# 시티그룹 센터 (런던)
시티그룹 센터(Citigroup Centre)는 런던에 위치한 마천루로, 시티그룹의 EMEA의 본사이다.